# Astolfo Romero
Astolfo Romero (Buenaventura, 15 december 1957) is een voormalig profvoetballer uit Colombia, die als verdediger onder meer speelde voor Deportes Quindío en Deportivo Cali. Hij nam met het Colombiaans voetbalelftal deel aan de Olympische Spelen van 1980 in Moskou.

## Interlandcarrière
Romero kwam in 1981 twee keer uit voor de nationale A-ploeg van Colombia. Beide duels betroffen kwalificatiewedstrijden voor het WK voetbal 1982 in Spanje: op 26 juli tegen Peru (1-1) en op 9 augustus tegen Uruguay (3-2).